# Tanuma (Klan)

Wappen der Tanuma
(Sieben Himmelskörper)

Die Tanuma (japanisch 田沼氏, Tanuma-shi) waren eine Familie des japanischen Schwertadels (Buke), die sich von den Fujiwara ableitete.

## Genealogie
- Okiyuki/Motoyuki (意行; 1686–1735), ein Samurai (später Hatamoto) aus der Provinz Kii, begleitete seinen Fürsten, Tokugawa Yoshimune, nach Edo, als dieser 1716 zum Shōgun ernannt wurde.
- Okitsugu (意次; 1719–1788), Motoyukis Sohn, diente den Shogunen Tokugawa Ieshige und Ieharu. 1772 wurde er Kanzler (Rōjū) und erhielt das Lehen von Sagara (相良)[A 1] in der Provinz Tōtōmi, das er auf zuletzt 57.000 Koku Einkommen verbesserte[2] und erweiterte die dortige Burg innerhalb von 11 Jahren im großen Stil. Seine schlechte Verwaltung und seine ehrgeizigen Ansichten führten 1787 zu seiner Amtsenthebung, die Burg wurde vollständig abgerissen.
- Okitomo (意知; 1749–1784), Okitsugus ältester Sohn, wurde in der Shogunatsverwaltung Wakadoshiyori. Sein arrogantes Verhalten führte zu einem Streit mit Sano Masakoto, der ihn im Palast des Shoguns tötete.
- Okiaki (意明; 1773–1796), Okitomos Sohn, erhielt nach Okitsugus Absetzung kurzzeitig Sagara und dann stattdessen Shimomura[A 2] in der Provinz Mutsu.[3]
- Okimasa (意正; 1754–1836), Okitsugus vierter Sohn, erbte nach den frühen Ableben der Brüder Okiaki, Okikazu (意壱; 1780–1800)[4] und Okinobu (意信; 1782–1803)[5], sowie Okinobus Adoptivsohn Okisada (意定; 1784–1804)[6], Shimomura. 1823 konnte er wieder nach Sagara mit 10.000 Koku als Daimyō zurückkehren.[7] Er baute im ehemaligen Burgbereich ein Festes Haus (jin’ya). Dort residierte die Familie bis zur Meiji-Restauration 1868. Danach führte der Chef des Hauses den Titel Vizegraf.